# Naturschutzgebiet Bolzer See
Der gesamte Bolzer See und die ihn umgebende Uferregion ist ein Naturschutzgebiet in Mecklenburg-Vorpommern. Es umfasst ein 111 Hektar großes Gebiet und wurde am 21. April 1965 ausgewiesen. Das Naturschutzgebiet befindet sich im „Landschaftsschutzgebiet Dobbertiner Seenlandschaft und mittleres Mildenitztal – Landkreis Parchim (jetzt Ludwigslust-Parchim)“. Der namensgebende Ort Bolz befindet sich nördlich. 
Es soll eine unzerschnittene Landschaft mit dem eutrophen Bolzer See und angrenzendem Ufer- und Verlandungsgürtel erhalten werden, die zugleich eine Binnenland-Brutkolonie von Kormoran und Graureiher enthält. Der Gebietszustand wird als befriedigend einschätzt, da die intensive Landnutzung seit den 1970er Jahren zu Nährstoffeinträgen führt und die ursprünglich vorhandenen mesotrophe Vegetation mit Sumpf-Dreizack und Armleuchteralgen verdrängt.
Ein Weg ab Bolz ermöglicht Einsicht in das Gebiet.
Das Naturschutzgebiet liegt im Naturpark Sternberger Seenland.